# Tramvajová doprava v Ivanovu

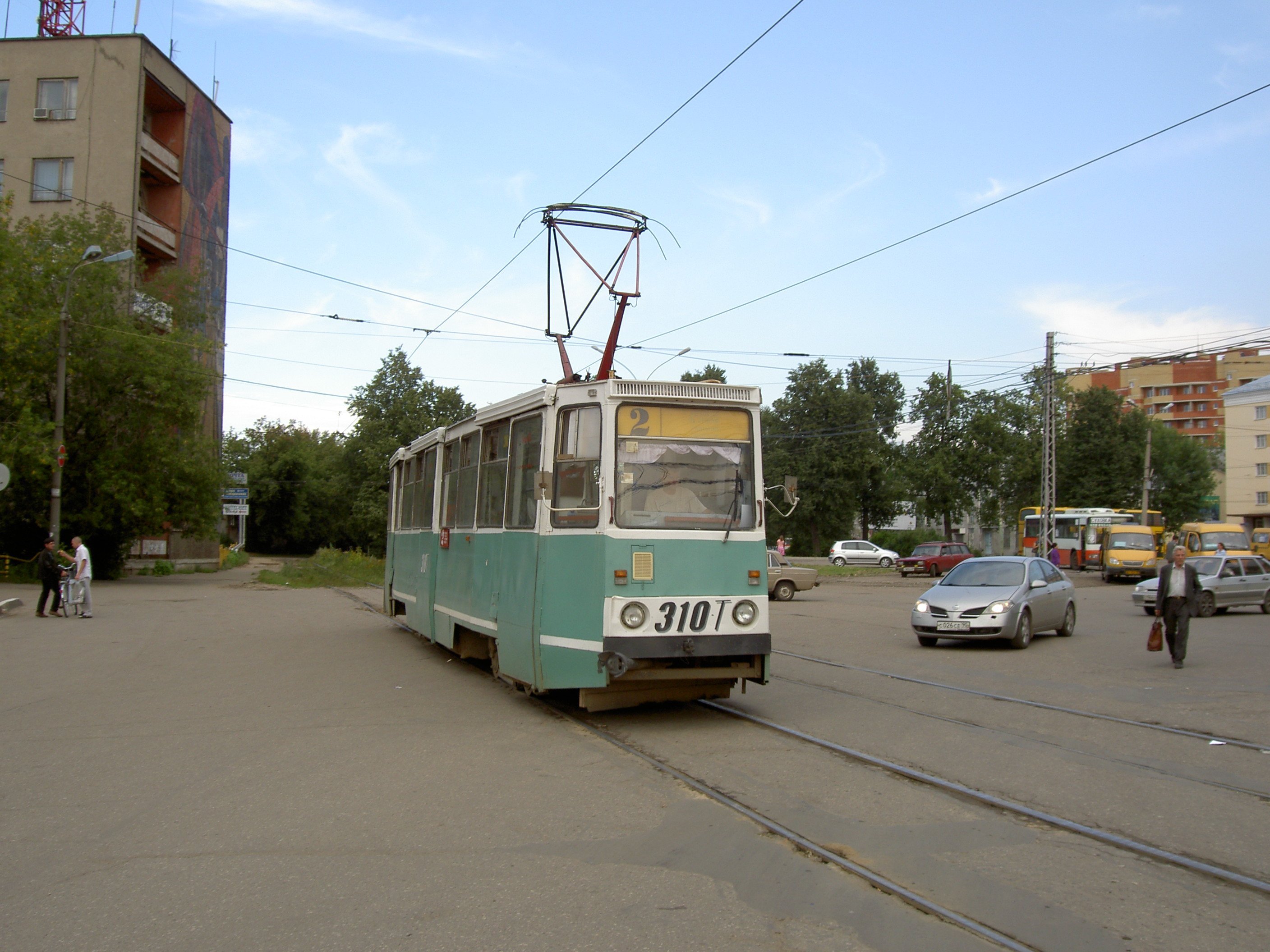
Tramvaj KTM-5 v Ivanovu

Ivanovo, ruské město s celkem 432 000 obyvateli, které leží zhruba 300 km severovýchodně od Moskvy, obsluhovala středně velká tramvajová síť (délky 41,4 km). Tramvajový provoz byl zrušen v roce 2008.
Ivanovské tramvaje sloužily městu od 8. listopadu 1934; přesto zde technicky existoval tramvajový provoz již dříve, a to od roku 1927. Místní systém zajišťoval dopravu centru města, jeho sídlišť, a také některým předměstským oblastem převážně venkovského charakteru. Centrální stanicí celé sítě je místní nádraží, které se nachází na severu města u vozovny. 
V 90. letech se tramvajový provoz potýkal s ekonomickými těžkostmi, dokonce musela být uzavřena i jedna trať (znovuotevřena roku 2002); město následně snížilo jízdné, aby konkurovalo soukromým dopravcům, kteří provozují minibusy (maršutky) po celém Ivanovu. Většina tramvajových tratí byla zavřena v letech 2006–2007, poslední linka přestala definitivně fungovat 2. června 2008.

## Vozový park
Vozový park se v posledních letech provozu skládal z tramvají níže uvedených typů. Ty byly vypravovány pouze jako sólo vozy; do souprav nebyly spřahovány. Poslední nové tramvaje byly typu KTM-8, dodané v roce 1993. Mnohé z vozů prošly rekonstrukcemi. 
- KTM-5
- KTM-8 (velká část z nich je však ve velmi špatném stavu, takže v provozu zůstává jen pár tramvají tohoto typu)

## Vozovny
- Vozovna Ivanovo (otevřena roku 1938 spolu s celým provozem). Byly v ní deponovány v ní všechny tramvaje.